# Натанијел Бузолић
Натанијел Бузолић (енгл. Nathaniel Buzolic; 4. август 1983, Сиднеј) је аустралијски глумац хрватског порекла, најпознатији по улози Кола Мајклсона у ТВ серији Првобитни.

## Биографија
Бузолић потиче са Хвара, одакле је његова бака емигрирала у Аустралију након смрти свога супруга од стране нових власти у данима након Другог светског рата.